# Uganda a 2017. évi téli universiadén
Uganda a kazahsztáni Almatiban megrendezett 2017. évi téli universiade egyik részt vevő nemzete volt.
Uganda egyetlen sportolója, az Egyesült Államokban tanuló Brolin Mawejje orvosai tanácsára nem állt rajthoz, mivel a viadalt megelőző napon (február 4.) szívroham érte.

## Hódeszka
Akrobatika
| Versenyző      | Versenyszám | Selejtező        | Selejtező        | Selejtező        | Elődöntő         | Elődöntő         | Elődöntő         | Döntő            | Döntő            | Helyezés         |
| Versenyző      | Versenyszám | 1. futam         | 2. futam         | Hely.            | 1. futam         | 2. futam         | Hely.            | 1. futam         | 2. futam         | Helyezés         |
| -------------- | ----------- | ---------------- | ---------------- | ---------------- | ---------------- | ---------------- | ---------------- | ---------------- | ---------------- | ---------------- |
| Brolin Mawejje | Férfi lejtő | nem állt rajthoz | nem állt rajthoz | nem állt rajthoz | nem állt rajthoz | nem állt rajthoz | nem állt rajthoz | nem állt rajthoz | nem állt rajthoz | nem állt rajthoz |

Versenyző adatai:
| Név            | Születési idő   | Kora  | Egyesület | Felsőoktatási tanintézet             |
| Brolin Mawejje | 1992. június 7. | 24 év |           | Westminster College (Salt Lake City) |